# Aditi Ranjan

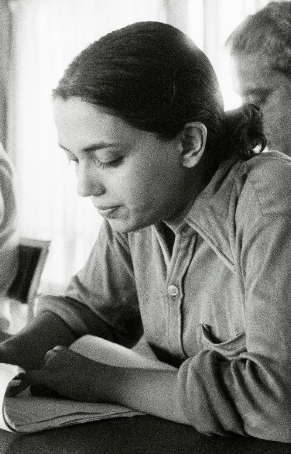
Aditi Ranjan am National Institute of Design, 1977

Aditi Ranjan (* 25. Februar 1952 in Indien) ist eine indische Textildesignerin und Pädagogin. Sie forscht und veröffentlicht über die Textil- und Handwerkstraditionen Nordostindiens, wie die Jala-Webtechnik und die Chikankari-Stickerei.

## Leben und Werk

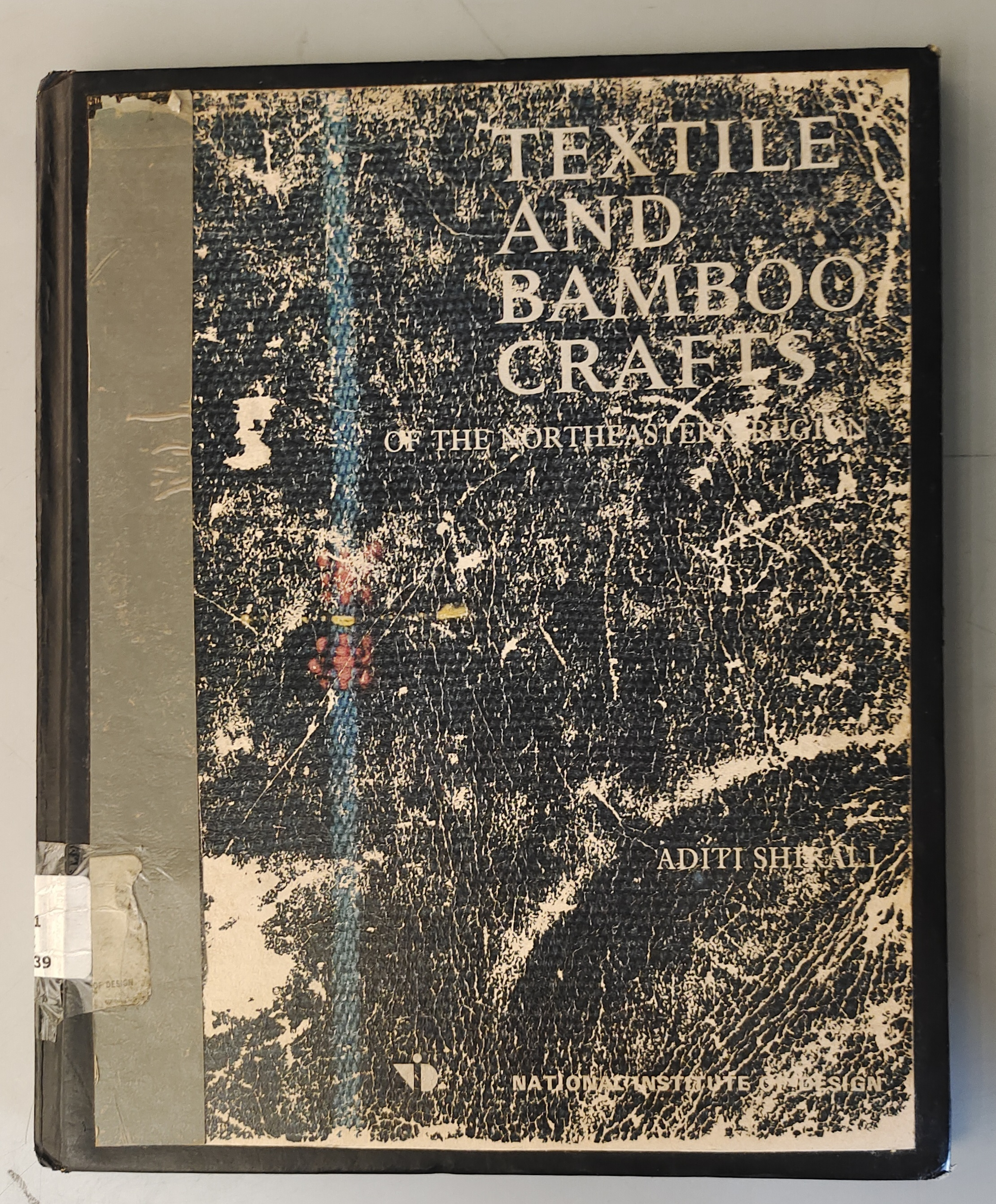
Buchcover von Textile and Bamboo Crafts of the Northeastern Region (1983) von Aditi Ranjan

Ranjan unterrichtete nach ihrem Abschluss am National Institute of Design (NID) der CEPT University und der Ahmedabad University in Ahmedabad als leitende Textildesignerin, Lehrerin und Forscherin von 1972 bis 2012 am NID. Von 2011 bis 2016 war sie im Auftrag des Indira Gandhi National Centre for the Arts (IGNCA) in Delhi, an einem Forschungsprojekt zu den Textiltraditionen der nordöstlichen Region Indiens im Rahmen der Outreach-Programme des National Institute of Design beteiligt. Ihre Interessengebiete liegen in den Bereichen Webstrukturen, Stoffkonstruktionen, der Dokumentation und Erforschung von Textilien, Kunsthandwerk und der materiellen und visuellen Kultur Indiens.
Zu ihren bekanntesten Werken gehören Textile and Bamboo Crafts of the Northeastern Region (1983) und Chikankari Embroidery of Lucknow (1992), welches sie zusammen mit Ashok Rai verfasste. Sie veröffentlichte 2009 mit ihrem Mann, dem Designer M. P. Ranjan, das Buch Handmade in India: A Geographic Encyclopedia of Indian Handicrafts. Das Buch wurde von 2002 bis 2007 aufgelegt und bietet eine detaillierte Dokumentation der indischen Kunst- und Handwerkstraditionen. Mit ihrem Ehemann konzipierte und leitete sie das Projekt, an dem mehrere Mitarbeiter und umfangreiche Feldforschung im ganzen Land beteiligt waren. Für ihre Arbeit an dem Buch erhielten Ranjan und ihr Mann 2014 den Kamala Samman Award des Crafts Council of India.
Ranjan kuratierte auch Ausstellungen, darunter 2019 die Art of the Loom im Ahmedabad Trunk, die handgewebte Saris aus den Privatsammlungen der Pädagogin Leena Sarabhai Mangaldas und der Textildesignerin Anjali Mangaldas zeigte.

## Veröffentlichungen (Auswahl)
- mit Ashok Rai: Chikankari Embroidery of Lucknow. National Institute of Design, 1992.
- mit M. P. Ranjan: Handmade in India. Mapin Publishing Pvt.Ltd, 2009, ISBN 978-81-88204-57-1.
- mit Chandrashekar Bheda: Navalgund Durries of Karnataka. National Institute of Design, 1992.